# Os Famks
Os Famks foi um conjunto musical brasileiro formado no Rio de Janeiro em 1967.

## História

### Início
Fundado pela família Cataldo em 1967, a primeira formação de Os Famks tinha como integrantes Alceu Cataldo (guitarra e voz), Newson Cataldo (guitarra contra-solo), Francisco Cataldo (guitarra solo), Marcelo (bateria e percussão), Marquinhos (teclado) e Túlio (contrabaixo). Na época, a banda era muito requisitada para animar bailes cariocas e foi aproveitada para gravações de inúmeras vinhetas, além de tocar em clubes.
Em 1968, Marquinhos foi substituído no teclado por Mauro Salgado, ex-membro da banda Os Beatos e com passagem rápida por Renato e seus Blue Caps, na qual havia ajudado na formação. Marcelo foi substituído na bateria por Fernando (Fefeu), vindo da banda Die Panzers, e Túlio foi substituído por Luís Carlos Serpa, também ex-Beatos, ambos convidados por Mauro.

### Primeiras gravações
Na década de 1970, o grupo também se destacava por seu vocal diferenciado e pelo estilo de rock pesado, tocando músicas estrangeiras em seus bailes e shows. As músicas, na maioria, eram inéditas no Brasil e trazidas pelo famoso disk jockey Big Boy, da Rádio Mundial.
Em 1971, Nando substituiu Luís Carlos no contrabaixo e Cleberson Horsth foi convidado para tocar órgão, substituindo Mauro Salgado. Com essa formação, os Famks gravaram um compacto com músicas de Zé Rodrix, sendo uma delas A Lenda da Porca. Newson Cataldo deixou a banda  após a gravação do compacto.
Outros componentes foram deixando o grupo a partir dessa época e, em 1975, o vocalista Osmar, da formação original, decidiu seguir carreira solo nos Estados Unidos. Além de Nando e Cleberson, que permaneceram, a formação contava com ex-integrantes da banda Los Panchos Villa: Kiko na guitarra, Ricardo Feghali nos teclados e Paulinho na percussão, mais o baterista Serginho.

### Discos de estúdio e covers
Com o sexteto formado por Cleberson, Nando, Kiko, Ricardo, Serginho e Paulinho, Os Famks gravaram os álbuns de estúdio Famks (1975) e Famks (1978), marcadamente influenciados pelo rock internacional da época. Eles também gravaram vários LPs com versões covers de sucessos daquela época, embora sob o pseudônimo Os Motokas. Cada disco trazia na capa uma mulher posando em uma motocicleta e consistia em dez faixas, cada qual um medley formado por três canções. Para gravar os vocais femininos, foram incluídas cantoras como Claudia Telles, Lílian e Jane Duboc.
Em 1980, eles gravaram um compacto do funk-rap "O Melô do Mão Branca", canção cantada por Gerson King Combo e escrita por Paulo Coelho após sugestão de Roberto Livi, que queria abordar em música algo que tinha lido no jornal Ultima Hora sobre um suposto justiceiro que teria matado diversos criminosos na Baixada Fluminense. A PolyGram acabou recolhendo-o das lojas posteriormente apesar do sucesso, por temer que a canção fosse considerada apologia ao crime.

### O surgimento do Roupa Nova
Em 1980, os integrantes decidiram parar de tocar apenas regravações e decidiram partir para o trabalho autoral. Essa mudança de rumos artísticos implicou no nascimento do Roupa Nova, dando início a uma das carreiras mais bem-sucedidas do pop brasileiro.

## Discografia
- 1974 - Lado A.: "Triste Canção" e "Querida". / Lado B.: "Sylvia" / "Eu e Você". - Gravadora: Gravações Elétricas S.A./ Discos Continental. - Formato: Compacto Duplo.
- 1975 - "Famks" - Gravadora: Gravações Elétricas S.A./ Selo Continental. - Formato: Long-Play e Tape.
- 1978 - "Famks" - Gravadora: EMI-Odeon. - Formato: Long-Play e Tape.
- 1979 - "Não Deixe Terminar" - Gravadora: EMI-Odeon. - Formato: Compacto Simples.